# 레라드

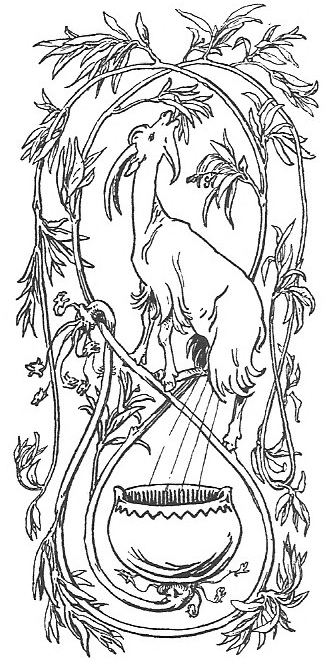
로렌츠 프뢸리히가 그린 헤이드룬과 레라드.

레라드(고대 노르드어: Læraðr, Léraðr)는 노르드 신화에 나오는 나무이다. 위그드라실과 동일시되는 경우도 있다. 레라드는 발홀 지붕 꼭대기 위에 서 있으며, 염소 헤이드룬과 사슴 에이크쉬르니르가 그 줄기를 갉아먹는다.

## 출전

### 고 에다
레라드는 〈그림니르가 말하기를〉에서 두 절에 걸쳐 언급된다.
헤이드룬이라는 염소가 있는데,
놈은 오딘의 전당 위에 서서
레라드의 가지를 씹는다.
그 그릇에 채워진
번쩍이는 봉밀주는
절대로 떨어지는 일이 없으리.
에이크쉬르니르라는 수사슴이 있는데,
놈은 오딘의 전당 위에 서서
레라드의 가지를 씹는다.
그 뿔에서 떨어진
방울이 흐베르겔미르로 흐르는데
그곳에서 모든 물줄기가 시작된다.

—Grímnismál (25, 26), Thorpe's translation

### 신 에다
〈길피의 속임수〉에 언급된다.
헤이드룬이라는 암염소가 발홀 지붕 위에 서서 레라드라는 이름의 매우 유명한 나무 줄기를 갉작갉작 씹는다. 그리고 이 염소의 젖통에서 엄청난 양의 봉밀주가 나오는데 매일같이 가득 들어찬다. [...] 또한 더욱 주목할 만한 것은 수사슴 에이크쉬르니로, 역시 발홀의 지붕 위에서 나무의 줄기를 씹는다. 그리고 그 사슴의 뿔에서 풍부한 양의 정수가 스며나와 흐베르겔미르로 떨어지는데, 거기서 흘러나온 물줄기들을 우리는 강이라고 한다 [...].

—Gylfaginning (39), Brodeur's translation